# Đại hỏa hoạn Luân Đôn 1666

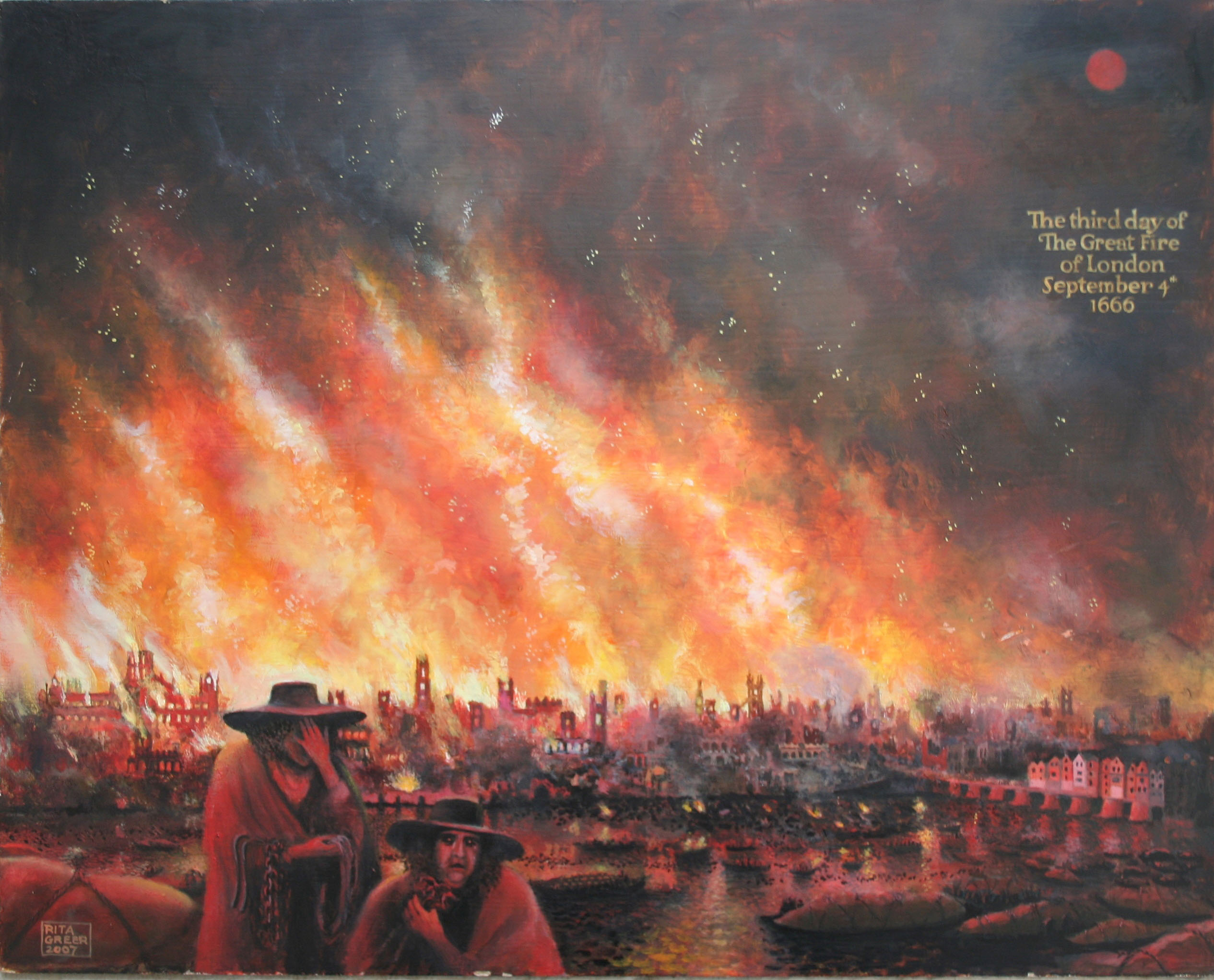
Hình vẽ trận "bão lửa" ở Luân Đôn

Đại hỏa hoạn Luân Đôn là vụ hỏa hoạn tồi tệ nhất trong lịch sử Luân Đôn, Anh. Vụ hỏa hoạn bắt nguồn từ một tiệm bánh mỳ ở Pudding Lane, gần bờ sông Thames vào ngày 2 tháng 9 năm 1666, và kéo dài trong 5 ngày. Vụ hỏa hoạn đã phá hủy hầu như toàn bộ khu vực phố cổ Luân Đôn thời Trung Cổ. Ngọn lửa cháy từ phía đông và rồi lan qua phía tây Luân Đôn. Thậm chí vua Charles II và em trai là Công tước xứ York (tức vua James II tương lai) cũng phải tham gia vào công tác chữa cháy. Khoảng 13.200 căn nhà, gần 90 nhà thờ, 6 nhà nguyện, 4 nhà tù đã bị phá hủy. Đây là một trong số những vụ hỏa hoạn lớn nhất từ trước đến nay.